# 四銃士
四銃士 (よんじゅうし、フランス語: Les Quatre Mousquetaires) とは、1920年代から1930年代前半にかけて活躍したフランスの4人の男子テニス選手の総称。「四銃士」とは、アレクサンドル・デュマ・ペールの有名な小説『三銃士』(Les Trois Mousquetaires) にちなんでつけられた。

## 概要
- ジャン・ボロトラ
- ジャック・ブルニョン
- アンリ・コシェ
- ルネ・ラコステ

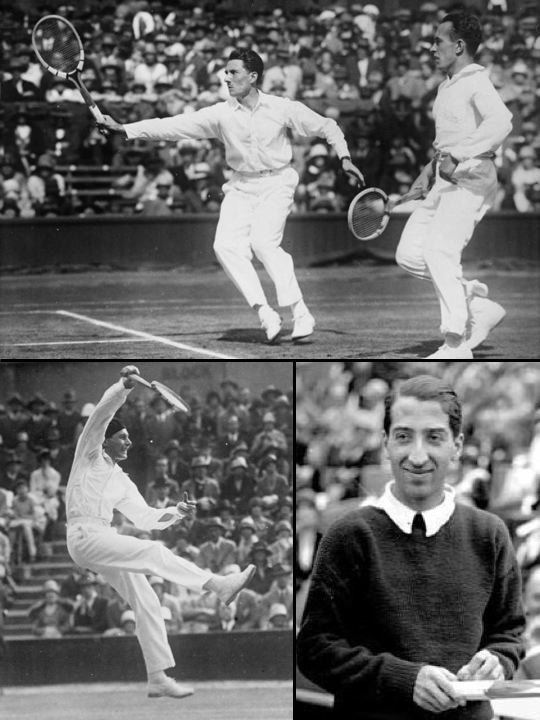
ジャック・ブルニョン&アンリ・コシェ 1930年 (上), ジャン・ボロトラ1931年 (左下), ルネ・ラコステ 1929年 (右下)

彼らが全盛時代にあった頃、デビスカップフランス代表は1927年から1932年まで6連覇を果している。4大大会でもシングルス、ダブルスともに多数のタイトルを獲得し、男子シングルスでは4人合わせて「18勝」(ボロトラ4勝、コシェ7勝、ラコステ7勝) を挙げる。ブルニョンだけはシングルスのタイトルを取れなかったが、ダブルスで総計10勝を記録する (全仏選手権は国際大会化が1925年であったため、それ以前に獲得した優勝はテニスの「公認記録」から除外されることになっている。したがって、コシェの場合は1922年、ボロトラの場合は1924年の全仏優勝が各自の総計から除外される。それを含めれば、コシェは全仏選手権5勝、ボロトラは2勝となる)。ラコステは結核発病のため、他の3人に比べて引退が早かった。引退後のラコステは、ブランド事業で世界的な成功を収めた。
「四銃士」のメンバーのうち、コシェとブルニョンの2人は1929年10月に来日したことがあり、日本にテニスを紹介している。また、ボロトラとブルニョンのペアは1933年ウィンブルドン選手権男子ダブルス決勝で、日本の佐藤次郎と布井良助のペアを破って優勝したこともあった。
1976年、「四銃士」のメンバーたちは4人揃って国際テニス殿堂入りを果たした。
2000年代後半から2010年代半ばにはジョー＝ウィルフリード・ツォンガ、ジル・シモン、ガエル・モンフィス、リシャール・ガスケの4人が新四銃士 (Nouveaux Mousquetaires/néo-Mousquetaires) といわれた。